# Carmen Electra
Carmen Electra, właśc. Tara Leigh Patrick (ur. 20 kwietnia 1972 w Sharonville) – amerykańska modelka, aktorka, osobowość telewizyjna, piosenkarka i tancerka holenderskiego, angielskiego, niemieckiego i irlandzkiego pochodzenia.

## Życiorys

### Rodzina i edukacja
Urodziła się w Sharonville w stanie Ohio jako najmłodsze z sześciorga dzieci Harry’ego Patricka, gitarzysty i piosenkarza, i jego żony Patricii (zm. 1998), piosenkarki. Dorastała ze starszym rodzeństwem: czterema braćmi i jedną siostrą Debbie.
Uczęszczała do Ann Weigel Elementary School. Przez dziewięć lat uczyła się tańca pod kierunkiem Glorii J. Simpson w studiu Dance Artists w Western Hills w Cincinnati. Naukę kontynuowała w School for Creative and Performing Arts (SCPA), szkole sztuk magnetycznych w dystrykcie publicznym w Cincinnati, gdzie wraz z klasowym kolegą Nickiem Lachey wystąpiła w przedstawieniu Piotruś Pan. W 1990 ukończyła Princeton High School w Sharonville. Następnie uczęszczała do Barbizon Modeling and Acting School w Tampa w hrabstwie Hillsborough na zachodnim wybrzeżu Florydy.

### Kariera
W 1990 tańczyła w programie It's Magic w Kings Island w Mason. W 1991, kiedy przeprowadziła się do Minneapolis w stanie Minnesota, nawiązała współpracę z muzykiem Prince’em, za którego namową przyjęła pseudonim „Carmen Electra”. Początkowo występowała jako support przed jego koncertami, po czym podpisała kontrakt z Paisley Park Records, wytwórnią Prince’a, i nagrała płytę Carmen Electra, która ukazała się 7 lutego 1993. Niedługo później wystąpiła jako Penelopa i Jalipso w przedstawieniu Prince’a Glam Slam Ulysses, które jednak zeszło z afisza po niespełna dwóch tygodniach wskutek negatywnych recenzji.
Od 1995 pojawiała się w telewizji. W maju 1996 jej zdjęcia po raz pierwszy ukazały się w magazynie Playboy. W latach 1997–1998 występowała w roli ratowniczki Lani McKenzie w serialu NBC Słoneczny patrol (Baywatch). W 1997 prowadziła program MTV Singled Out. Od 21 września 1998 do 8 marca 1999 grała postać Sarah Hicks w serialu The WB Zatoka Marlina (Hyperion Bay).
Jej zdjęcia jeszcze cztery razy trafiły do Playboya: w czerwcu 1997, w grudniu 2000, w kwietniu 2003 i w wydaniu jubileuszowym w styczniu 2009. Pracowała jako tancerka z The Pussycat Dolls. W 2003 powróciła w filmowej wersji serialu Słoneczny patrol – Ślub na Hawajach (Baywatch: Hawaiian Wedding) u boku Davida Hasselhoffa, Yasmine Bleeth, Pameli Anderson, Alexandry Paul i Jasona Momoy. W latach 2004–2005 pozowała dla magazynu Maxim.
Rola cheerleaderki Staci Haack w komedii kryminalnej Starsky i Hutch (2004) przyniosła jej MTV Movie Award w kategorii najlepszy pocałunek z Owenem Wilsonem i Amy Smart oraz nominację do Złotej Maliny dla najgorszej aktorki drugoplanowej. Z kolei za postać Michelle Lopez w komedii romantycznej Dirty Love (2005) była nominowana do Stinkers Bad Movie Award i Złotej Maliny dla najgorszej aktorki drugoplanowej. A jako Holly w komedii Straszny film 4 (2006) i za postać Anne w parodii Komedia romantyczna (2006) zdobyła nagrodę Złotej Maliny dla najgorszej aktorki drugoplanowej.

## Życie prywatne
14 listopada 1998 roku wyszła za Dennisa Rodmana, koszykarza NBA, jednak już 6 kwietnia 1999 się z nim rozwiodła. W sierpniu 2001 związała się z gitarzystą Dave’em Navarro, za którego wyszła 22 listopada 2003. Razem byli bohaterami reality show MTV 'Til Death Do Us Part: Carmen and Dave (2004). 10 sierpnia 2006 doszło do separacji, a 20 lutego 2007 do rozwodu pary.
Została matką chrzestną Lyrika Londona, syna aktora Jeremy’ego Londona i jego żony Melissy Cunningham.

## Filmografia

### Filmy fabularne
- 1997: Operacja „Hamburger” (Good Burger) jako Lani McKensie
- 1998: Słoneczny patrol: Biały piorun na Glacier Bay (Baywatch: White Thunder at Glacier Bay, TV) jako Lani McKenzie
- 1999: Życie seksualne Ziemian (The Mating Habits of Earthbound Human) jako kobieta
- 2000: Straszny film (Scary Movie) jako Drew Decker
- 2001: Sztuka rozstania (Get Over It) jako Moira
- 2002: Wrobieni (Whacked!) jako Laura
- 2003: Dziewczyny z wyższych sfer (Uptown Girls) jako celebrytka
- 2003: Córka mojego szefa (My Boss's Daughter) jako Tina
- 2003: Słoneczny patrol – Ślub na Hawajach (Baywatch: Hawaiian Wedding, TV) jako Lani McKenzie
- 2004: Starsky i Hutch jako Staci
- 2004: Method & Red jako Kerri Norris
- 2004: Pan 3000 (Mr. 3000) w roli samej siebie
- 2004: Max Havoc: Klątwa smoka jako Debbie
- 2005: Dirty Love jako Michelle Lopez
- 2005: Przewrotne szelmy (Getting played) jako Lauren
- 2005: Fałszywa dwunastka II (Cheaper by the Dozen 2) jako Sarina Murtaugh
- 2006: Wielkie kino (Epic Movie) jako Mystique
- 2006: Straszny film 4 (Scary Movie 4) jako Holly
- 2006: Komedia romantyczna (Date Movie) jako Anne
- 2007: Słodka jak cukierek (I Want Candy) jako Candy Fiveways
- 2008: Milion na gwiazdkę (Christmas in Wonderland) jako Ginger Peachum
- 2008: Poznaj moich Spartan jako królowa Margo
- 2008: Totalny kataklizm jako piękna zabójczyni
- 2011: Dwugłowy rekin atakuje (2-Headed Shark Attack) jako Anne Babish
- 2011: Mardi Gras: Ostatki na ostro (Mardi Gras: Spring Break) w roli samej siebie
- 2012: Dwugłowy rekin atakuje (2-Headed Shark Attack) jako Anne Babish

### Seriale TV
- 1996: Nocny patrol (Baywatch Nights) jako Candy
- 1997: Ja się zastrzelę w roli samej siebie
- 1997: Niebieski Pacyfik jako Lani McKenzie
- 1997–1998: Słoneczny patrol (Baywatch) jako Lani McKenzie
- 2002: Simpsonowie w roli samej siebie (głos)
- 2002: Luz we dwóch w roli samej siebie
- 2004: Detektyw Monk – odc.: "Mr. Monk and the Panic Room" jako Chloe Blackburn
- 2004–2005: Kosmoloty jako Six (głos)
- 2005: Summerland jako Mona
- 2005: Amerykański tata jako Lisa Silver (głos)
- 2005: Hope i Faith jako Carmen
- 2005: Oczytana jako Nikki
- 2005: Dr House – odc.: "Three Stories" w roli samej siebie
- 2005−2006: Joey w roli samej siebie
- 2009: Posterunek w Reno jako pani Uecker
- 2012: 90210 jako Vesta
- 2013: Podmiejski czyściec w roli samej siebie
- 2014: Franklin & Bash jako Bridget Barnes
- 2016: Jane the Virgin w roli samej siebie

## Gry komputerowe
- 2004: Def Jam: Fight For New York w roli samej siebie (głos)

## Dyskografia

### Albumy
- 1993: Carmen Electra

### Single
- 1992: "Go Go Dancer"
- 1993: "Everybody Get on Up"
- 1993: "Fantasia Erotica"
- 1998: "Fun"
- 2012: "I Like It Loud"
- 2013: "Bigger Dick" (feat. Mams Taylor)
- 2014: "WERQ"
- 2014: "Around the World"